# گری ا. استیونز
گری ا. استیونز (به انگلیسی: Gary A. Stevens) بازیکن فوتبال زادهٔ ۳ مارس ۱۹۶۲ اهل انگلستان بود که سابقهٔ بازی در تیم ملی فوتبال انگلستان را در کارنامهٔ خود دارد. وی در تاریخ ۱۷ اکتبر ۱۹۸۴ نخستین بازی ملی خود را در مقابل تیم ملی فوتبال فنلاند انجام داد و با حضور در ۷ بازی ملی، در تاریخ ۱۸ ژوئن ۱۹۸۶ واپسین بازی ملی‌اش را در برابر تیم ملی فوتبال پاراگوئه برگزار کرد.